# Alcaria Ruiva
Alcaria Ruiva é uma povoação portuguesa sede da Freguesia de Alcaria Ruiva do Município de Mértola, freguesia com 215,24 km² de área e 630 habitantes 
(censo de 2021), tendo, por isso, uma densidade populacional de 2,9 hab./km².
A freguesia é fracamente povoada e tem visto a sua população descer desde a década de 1950, devido ao êxodo rural de muitos dos seus habitantes para a capital do distrito, Beja, para o Algarve e Lisboa ou para outros países europeus. O elevado envelhecimento da sua população e a baixíssima natalidade são também uma das causas da perda de população nesta freguesia. A economia mantém-se basicamente dependente da agricultura mas a envelhecida força laboral, a fraca alfabetização da população (muitos deles apenas com o 4º ano da primária) e a fraca mecanização deste setor fazem com que esta não tenha o crescimento necessário para um desenvolvimento real da freguesia.

## Demografia
A população registada nos censos foi:
| Ano  | 0-14 Anos | 15-24 Anos | 25-64 Anos | > 65 Anos |
| 2001 | 134       | 96         | 449        | 334       |
| 2011 | 98        | 83         | 392        | 276       |
| 2021 | 43        | 57         | 325        | 205       |

## Povoações e Lugares
Povoações da Freguesia de Alcaria Ruiva e respetiva população em 2006:
- Aipo – 18 habitantes
- Alcaria Ruiva – 91 habitantes
- Algodôr – 145 habitantes
- Amendoeira do Campo – 47 habitantes
- Azinhal – 15 habitantes
- Corte Cobres - 25 habitantes
- Corte Pequena – 33 habitantes
- João Serra – 58 habitantes
- Monte das Figueiras – 26 habitantes
- Monte da Légua - 11 habitantes
- Vale de Açor de Cima – 67 habitantes
- Vale de Camelos – 19 habitantes
- Monte Viegas – 60 habitantes
- Vale de Açor de Baixo – 97 habitantes
- Monte da Grade – 5 habitantes
- Venda dos Salgueiros – 6 habitantes
- Benviúda – 21 habitantes
- Navarro – 17 habitantes
- Corte João Cinza – 5 habitantes
- Outros/Residual – 83 habitantes